# Thomas Artäng
Lars Bertil Thomas Artäng, född 26 november 1960, är en programledare på Sveriges Radio sedan 1989.
Thomas Artäng arbetar på SR Uppland som programledare, reporter mm. Han ledde under åren 1996 till 2003 programmet Söndag-Söndag i Sveriges Radio P4. Under 2007 återvände Thomas till P4 och ledde Vaken med P3 och P4.